# Cycloramphus fuliginosus
Cycloramphus fuliginosus är en groddjursart som beskrevs av Johann Jakob von Tschudi 1838. Cycloramphus fuliginosus ingår i släktet Cycloramphus och familjen Cycloramphidae. IUCN kategoriserar arten globalt som livskraftig. Inga underarter finns listade i Catalogue of Life.